# Sylvia Fowles
Sylvia Shaqueria Fowles (nascuda el 6 d'octubre de 1985) és una jugadora de bàsquet estatunidenca dels Minnesota Lynx, part de la Women's National Basketball Association (WNBA). Fowles, que es va unir al Lynx al juliol de 2015, va ser MVP de 2015 WNBA Finals, i va ser nomenada en el WNBA Defensive Player of the Year per tercera vegada en 2016. Ella és 1,98 m d'alt i pesa 90,7 kg.